# Komorów
Komorów [pronunciación en polaco: /kɔˈmɔruf/] es un pueblo ubicado en el distrito administrativo de Gmina Wierzchosławice, dentro del Condado de Tarnów, Voivodato de Pequeña Polonia, en Polonia del sur. Se encuentra aproximadamente a 4 kilómetros al noreste de Wierzchosławice, a 8 kilómetros al oeste de Tarnów, y a 69 kilómetros al este de la capital regional Kraków.